# Zoltán Bakó
Zoltán Bakó (n. 11 octombrie 1951, Budapesta, Republica Populară Ungară) este un caiacist ce a reprezentat Ungaria, medaliat olimpic. A participat la două ediții ale Jocurilor Olimpice (1972, 1976) în care a câștigat o medalie de bronz.